# Салин (округ, Канзас)
Сали́н (англ. Saline County) — округ в штате Канзас, США. Официально образован 15 февраля 1860 года. По состоянию на 2010 год, численность населения составляла 55 606 человека.

## География
По данным Бюро переписи США, общая площадь округа равняется 1 868,117 км2, из которых 1 863,792 км2 суша и 1,670 км2 или 0,230 % это водоёмы.

## Население
По данным переписи населения 2000 года в округе проживает 53 597 жителей в составе 21 436 домашних хозяйств и 14 212 семей. Плотность населения составляет 29,00 человек на км2. На территории округа насчитывается 22 695 жилых строений, при плотности застройки около 12,00-ти строений на км2. Расовый состав населения: белые — 89,17 %, афроамериканцы — 3,10 %, коренные американцы (индейцы) — 0,52 %, азиаты — 1,70 %, гавайцы — 0,04 %, представители других рас — 3,33 %, представители двух или более рас — 2,14 %. Испаноязычные составляли 6,02 % населения независимо от расы.
В составе 0,00 % из общего числа домашних хозяйств проживают дети в возрасте до 18 лет, 0,00 % домашних хозяйств представляют собой супружеские пары проживающие вместе, 0,00 % домашних хозяйств представляют собой одиноких женщин без супруга, 0,00 % домашних хозяйств не имеют отношения к семьям, 28,30 % домашних хозяйств состоят из одного человека, 10,70 % домашних хозяйств состоят из престарелых (65 лет и старше), проживающих в одиночестве. Средний размер домашнего хозяйства составляет 2,43 человека, и средний размер семьи 2,98 человека.
Возрастной состав округа: 26,20 % моложе 18 лет, 9,40 % от 18 до 24, 28,40 % от 25 до 44, 22,10 % от 45 до 64 и 22,10 % от 65 и старше. Средний возраст жителя округа 36 лет. На каждые 100 женщин приходится 97,40 мужчин. На каждые 100 женщин старше 18 лет приходится 94,40 мужчин.
Средний доход на домохозяйство в округе составлял 37 308 USD, на семью — 46 362 USD. Среднестатистический заработок мужчины был 31 509 USD против 22 047 USD для женщины. Доход на душу населения составлял 19 073 USD. Около 6,00 % семей и 8,80 % общего населения находились ниже черты бедности, в том числе — 9,60 % молодежи (тех, кому ещё не исполнилось 18 лет) и 8,80 % тех, кому было уже больше 65 лет.